# Daniel MacDonald
Daniel MacDonald est un lutteur canadien spécialiste de la lutte libre né le 9 octobre 1908 et mort le 10 octobre 1979.

## Biographie
Daniel MacDonald participe aux Jeux olympiques d'été de 1932 à Los Angeles dans la catégorie des poids mi-moyens et remporte la médaille d'argent